# My Oh My (canción de Kylie Minogue, Bebe Rexha y Tove Lo)
«My Oh My» es una canción de la cantante australiana Kylie Minogue, la cantante estadounidense Bebe Rexha y la compositora sueca Tove Lo. Fue lanzada inicialmente el 11 de julio de 2024 por BMG a través de plataformas de streaming, y se distribuyó al día siguiente en formatos físicos y digitales. La canción fue escrita por Ina Wroldsen y Tove Lo, con Steve Mac coescribiendo y produciendo.
«My Oh My» marca el tercer trabajo colaborativo consecutivo de Minogue, tras «Midnight Ride» con Orville Peck y Diplo y «Dance Alone» con Sia, además de su segunda colaboración con Tove Lo y la primera con Rexha. Musicalmente, es una pista de dance-pop con elementos de música de club. Liricamente, aborda el coqueteo, con cada cantante usando su signo astrológico a lo largo de la letra para presentarse de manera juguetona a un posible amante. Algunos críticos hicieron comparaciones con el sencillo anterior de Minogue, «Can't Get You Out of My Head» (2001).
Los críticos musicales elogiaron el sonido orientado al dance de la canción, su pegajosidad y el esfuerzo colaborativo de Rexha y Tove Lo. Comercialmente, la canción apareció en listas de componentes en Australia, Nueva Zelanda, el Reino Unido y los Estados Unidos. Para promocionar la canción, se publicó un visualizador musical y un video con la letra en el canal de YouTube de Minogue, y finalmente interpretó la canción en vivo en BST Hyde Park junto a Rexha y Tove Lo.

## Antecedentes y lanzamiento
El 22 de septiembre de 2023, Minogue lanzó su decimosexto álbum de estudio, Tension. El álbum debutó con éxito crítico y comercial, e incluyó sus sencillos «Padam Padam», «Tension» y «Hold On to Now», siendo el primero de ellos un éxito inesperado. Para promocionar el álbum, realizó varias apariciones en vivo antes de comenzar su residencia More Than Just a Residency en el Voltaire de Las Vegas el 3 de noviembre de ese año. Variety confirmó en enero de 2024 que Minogue reempaquetaría Tension con material adicional, y Minogue insinuó estar trabajando en nueva música durante la 66.ª edición de los Premios Grammy en febrero.
El 8 de julio, anunció nuevo material en redes sociales con un enlace de pre-guardado titulado «MOM». Posteriormente, ella y las cantantes Bebe Rexha y Tove Lo compartieron publicaciones separadas en redes sociales con descripciones similares entre sí. El 11 de julio, Minogue anunció el sencillo «My Oh My» (originalmente abreviado como «MOM») en redes sociales, y fue lanzado por primera vez ese día en plataformas de streaming. Estuvo disponible en plataformas de streaming desde el 11 de julio y luego en plataformas digitales al día siguiente. La canción se estrenó en The Zoe Ball Breakfast Show en BBC Radio 2, y también apareció en BBC Radio Shropshire ese mismo día. El 12 de julio, el sitio web de Minogue distribuyó tres versiones físicas del sencillo: un CD, una cinta de casete y un vinilo de 7 pulgadas, todos los cuales incluían una versión extendida de la pista. El vinilo se lanzó el 9 de agosto de 2024.

## Desarrollo y composición

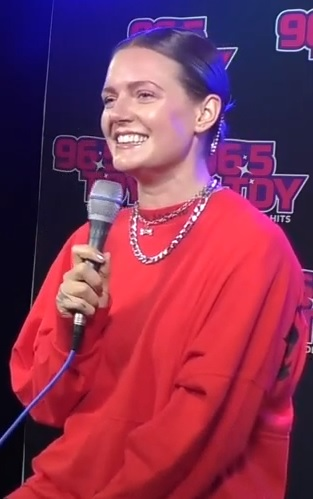
«My Oh My» es la segunda colaboración de Minogue con la cantautora sueca Tove Lo (en la foto).

«My Oh My» fue escrita por Ina Wroldsen y Tove Lo, con Steve Mac coescribiendo y produciendo. La canción cuenta con las voces de Minogue, Rexha y Tove Lo, y es la tercera colaboración consecutiva de Minogue tras «Midnight Ride» con Orville Peck y Diplo, y «Dance Alone» con Sia. Minogue ya había colaborado previamente con Tove Lo en el sencillo «Really Don't Like U» del álbum Sunshine Kitty (2019), y esta es la primera colaboración entre Minogue y Rexha, aunque se conocieron en los Billboard Women in Music Awards el 7 de marzo de 2024.
Musicalmente, «My Oh My» es una canción de dance-pop con elementos de música de club, y tiene un tempo de 124 pulsaciones por minuto (BPM). El comunicado de prensa de Murray Chalmer destacó el «guiño al inconfundible estribillo 'la la la' de Kylie, una línea de bajo potente» y las «letras juguetonas», añadiendo más tarde que está «destinada a convertirse en un éxito de pista de baile veraniego». Billboard mencionó que la canción «sube algunos puntos con su ritmo slappy, listo para el club», mientras que el escritor de Rolling Stone, Daniel Kreps, la calificó como una «canción dance-pop lista para la pista de baile». La editora de Variety, Thania Garcia, señaló el «ritmo contundente y listo para la pista de baile» y las «entregas juguetonas» sobre un «irresistible ritmo pop». Jessica Lynch, de Rolling Stone Australia, escribió que la canción «presenta los característicos ganchos 'la la la' de Kylie, una línea de bajo pegajosa y letras juguetonas que la convierten en un himno instantáneo de la pista de baile».
Líricamente, la canción aborda el tema del coqueteo, con letras como «Cuando preguntaste / ¿Cuál es tu nombre? / ¿Cuál es tu signo? / Soy Kylie, soy Géminis / ¿Qué bebes? / Déjame invitarte / Me tuviste cuando dijiste hola» como ejemplo. A lo largo de la canción, los tres artistas incorporan sus signos astrológicos: Géminis (Minogue), Virgo (Rexha) y Escorpio (Tove Lo). Mary Varvaris, de The Music, elaboró sobre su aplicación, escribiendo que «tiene una línea de bajo pegadiza y letras juguetonas sobre signos estelares». Elizabeth Aubrey, de NME, y Jamie Tabberer, editor de Attitude, destacaron la repetición de la letra «La la la», comparándola con su uso en el sencillo de Minogue «Can't Get You Out of My Head» (2001).

## Recepción de la crítica
Los críticos musicales recibieron el sencillo con reseñas positivas. Lars Brandle de Billboard describió la canción como «un toque sofisticado y pulido de pop», mientras que Robin Murray, editor de Clash, la llamó «un tema pop divertido y atrevido, una canción que exuda energía femenina de la primera a la última nota». Murray elogió el trabajo de Rexha y Tove Lo en la canción, calificándola como «un tema camp, contagioso y absolutamente emocionante». Abby Jones, colaboradora de Stereogum, la describió como una «clásica canción de lujuria en la pista de baile». Dan Biggane, editor de Classic Pop, escribió que la canción está «destinada a convertirse en un favorito de la pista de baile veraniega», mientras que Nuray Bulbul, de The Standard, alabó su «cautivador ritmo pop» con «rimas ligeras sobre sus signos del zodiaco». Nmesoma Okechukwu, colaborador de Euphoria, describió la canción como un «ardiente tema de baile» tras elogiar su pegajosidad y la interpretación de cada una de las cantantes, y Kitty Robison, de Notion, la calificó de «electrizante».
People la describió como «un tema pop pegadizo y coquetón» y elogió el guiño lírico de las cantantes a «Can't Get You Out of My Head», mientras que Taylor Henderson de Out la destacó como una «canción de pop-dance glamurosa que seguramente dará a la comunidad gay todo lo que desea». Shaad D'Souza, editor de Paper, la incluyó en su lista de 10 canciones que debes escuchar, y la describió como «encantadora y descaradamente tonta», además de ser «una confección perfecta para el final del verano». The Times incluyó la canción en su lista de las mejores canciones de 2024, mientras que Pip Ellwood-Hughes, de Entertainment Focus, la eligió como una de las canciones que esperaba escuchar durante la aparición de Minogue en BST Hyde Park el 13 de julio.

## Gráficos
| Listas (2024)                               | Mejor posición |
| ------------------------------------------- | -------------- |
| Australia (ARIA)                            | 17             |
| Australia (AIR)                             | 1              |
| Nueva Zelanda (RMNZ)                        | 21             |
| Reino Unido (UK Indie Chart)                | 11             |
| Reino Unido (UK Singles Chart)              | 63             |
| Estados Unidos (Hot Dance/Electronic Songs) | 33             |

## Historial de lanzamientos
| Región | Fecha               | Formatos                     | Discográfica | Ref(s).              |
| ------ | ------------------- | ---------------------------- | ------------ | -------------------- |
| Varios | 11 de julio de 2024 | Streaming                    | BMG          | [ 9 ]                |
| Varios | 12 de julio de 2024 | CD, casete, descarga digital | BMG          | [ 11 ] [ 12 ] [ 13 ] |
| Varios | 25 de julio de 2024 | EP digital                   | BMG          | [ 42 ]               |
| Varios | 9 de agosto de 2024 | 7 pulgadas                   | BMG          | [ 14 ]               |